# 藤原新也

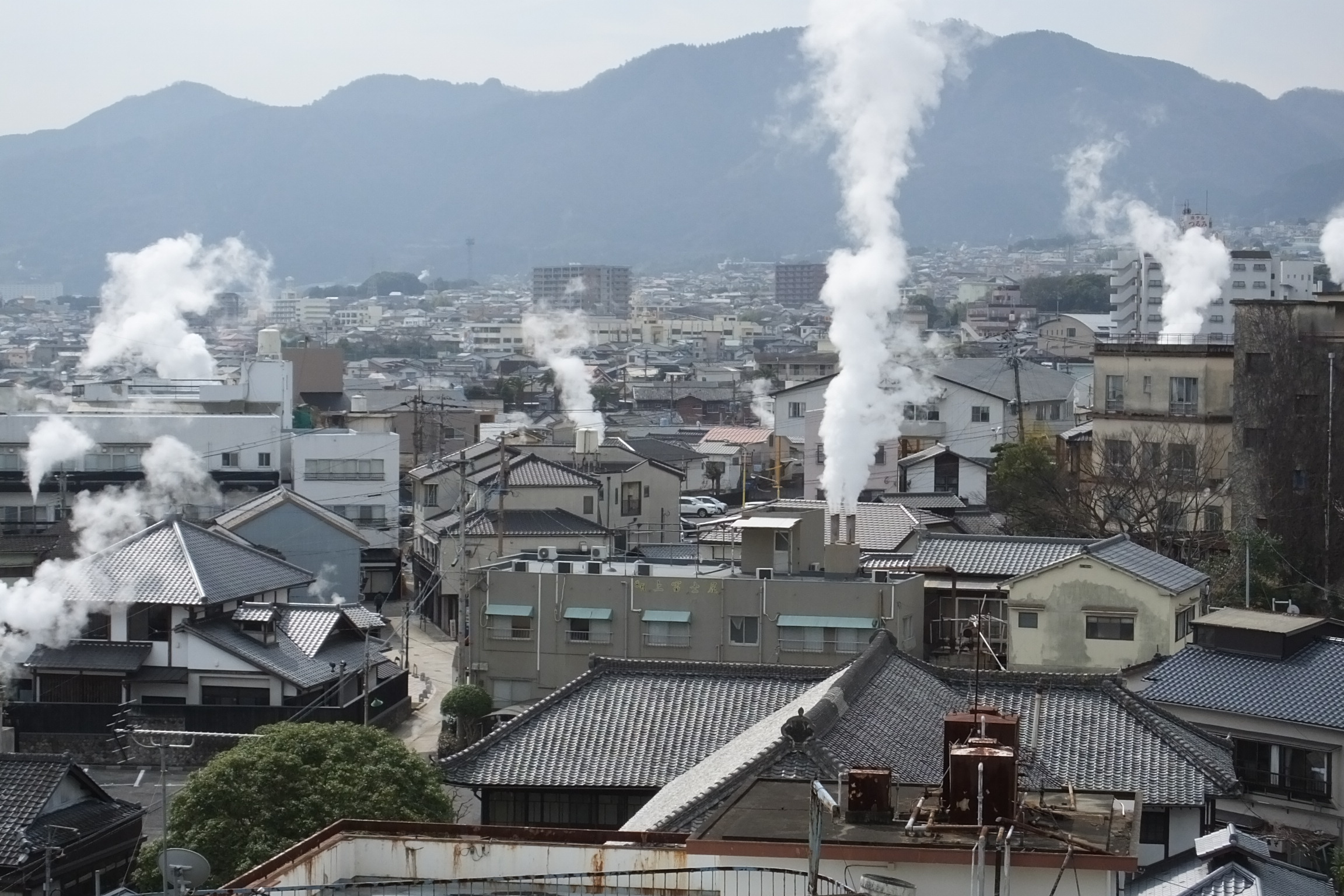
幼少期を過ごした鉄輪温泉（大分県）

藤原 新也（ふじわら しんや、1944年3月4日 - ）は、日本の作家・随筆家、写真家・旅人である。麻原彰晃の研究家としても知られる。

## 経歴

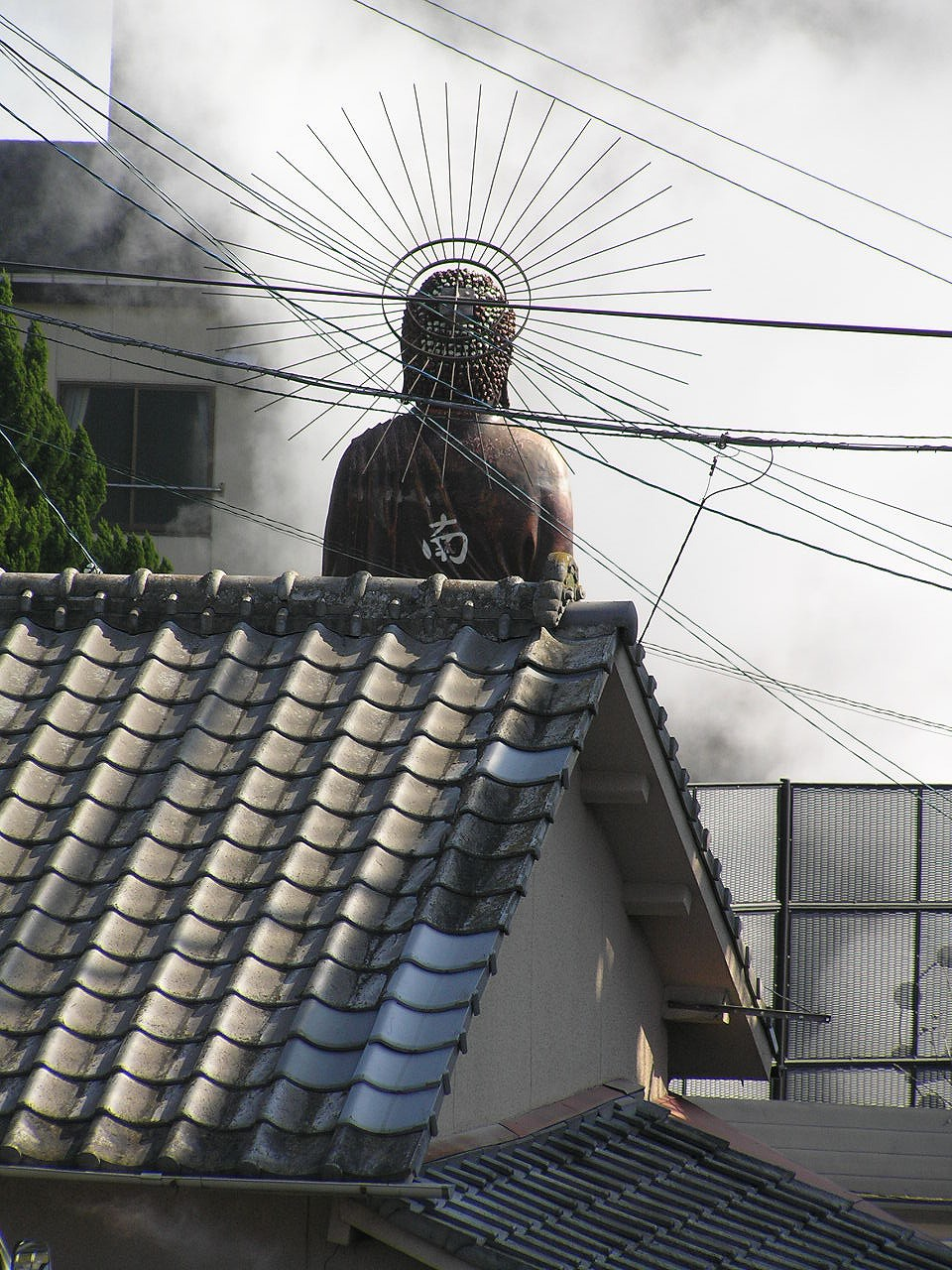
藤原は写真集・随筆集『鉄輪』で鉄輪温泉の路地の写真を多く発表している。

福岡県門司市（現：北九州市門司区）の門司港地区生まれ。生家は旅館を営んでいた。旅館を廃業後、大分県別府市に移り住み多感な中学・高校時代を過ごす。この間の事情は著作『鉄輪』（2000年）に詳しく述べられている。東京藝術大学美術学部絵画科油画専攻中退。
アフリカ、中近東、インド、東南アジア、台湾、東京、アメリカ、アイルランドなどを対象に、写真とエッセイを組み合わせた作品を発表。1972年の処女作『印度放浪』は単行本になる前にアサヒグラフで連載され、インド放浪記として大きな反響呼び、当時の学生運動の終息後、精神的支柱を失くした青年層のバイブル的な存在となった。1977年、『逍遙游記』で第3回木村伊兵衛写真賞。1981年に発表した『全東洋街道』で第23回毎日芸術賞を受賞。1983年に発表した『東京漂流』は、大宅壮一ノンフィクション賞及び日本ノンフィクション賞に推挙されたが、本人の意思により辞退となった。同じ年に発表された『メメントモリ』（ラテン語で”死を想え”）は現代に生きる私たちのおぼろげなる「生」を強烈に覚醒させるほどのインパクトをあたえ、作中の人間の死体を犬が食べるシーンの写真でキャプションの　”ニンゲンは犬に食われるほど自由だ”　が有名になった。2008年に『メメントモリ』21世紀エディションとして再編集して再発刊された。近年は作家の石牟礼道子や瀬戸内寂聴との共著も出す。2022年9月10日より北九州市立美術館にて「祈り・藤原新也」展開催。
同年、11月26日より世田谷美術館にて「祈り・藤原新也」展開催。

## 麻原彰晃研究

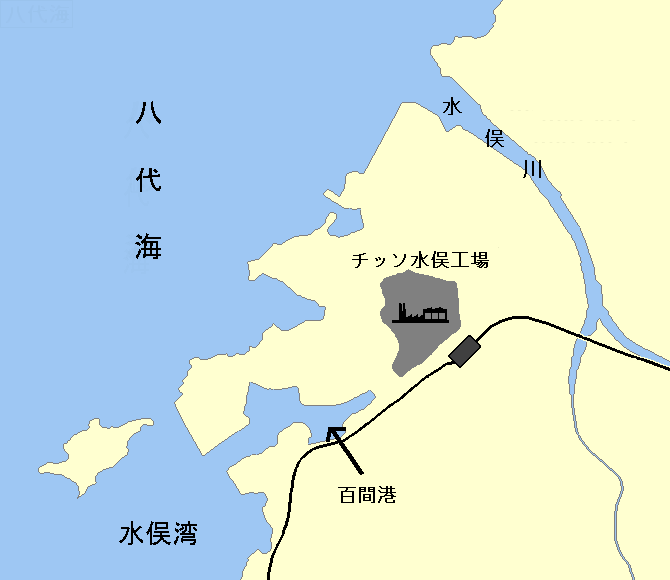
麻原の目の障害は、チッソの水俣病が原因ではないかいう仮説を立てる。（麻原彰晃の郷里熊本県八代の実家付近の八代海とチッソの位置関係図）

宗教や権威に染まることを拒絶し、インドの旅では自身の肉眼で確認できる事実や存在のひとつひとつのみを信じ見ようとした。オウム真理教事件後、麻原彰晃の熊本県八代の実家を訪ね、マスコミを一切遠ざけていた麻原の兄との接触を試みる。全盲の長兄は全盛期には1日に300人の患者を診たといわれるほどの手かざし治療の秘儀を持つ人物であり、それを受け継いだ麻原がイニシエーションを施した相手から受ける負のエネルギーをどう浄化しているのかと、目の疾患（身体障害）がオウムの本質にどのような影響を及ぼしたかを長兄に会い知る目的であった。
麻原の世間に対する遠離と怨嗟の感情を決定付けたのは、巷間で言われるような選挙での惨敗よりもむしろ、郷里で住民票受理を拒否され、村八分に会ったことではないかと推測し、九州の辺境をさまよう。「オウム神仙の会」発足時には、教祖になってほしいとまで言わせた長兄の経営する松本鍼灸院を客を装い訪ねたものの、もぬけの殻であった。麻原の兄には会えなかったが、釣りをする目的で赴いた不知火海で偶然に麻原の目の障害は、チッソの水俣病が原因ではないかいう、新たな疑問を抱く。さらに、この国から受けたとも言うべき宿命的な身体障害が世間へ対する憎悪となり、事件へ結びついたのではないかという仮説を立てる。東京に戻ると、多くの資料を読み漁り、水俣病に長くたずさわった弁護士後藤孝典の著書を目にし、編集者の仲立ちで後藤に会い、意見を聞く。後藤は、麻原の目の疾患が国家や天皇への憎悪に結びつくことはありえないと一蹴し、不快感を示すとともに、後にこれ以上、麻原と水俣病の関係について書くことは許さないとの抗議を受ける。後に偶然に大阪に潜んでいた麻原の長兄に会う機会を持つ。長兄のアパートに一泊し、麻原が幼少期に不知火海で水銀に汚染されたと思われる魚介類を多く食べていたことや、水俣病患者として役所に申請したが、却下された事実を聞き出す。八代では水俣病の申請を出すと「アカ」との風評が広がり、それ以上は戦わなかったこと、また、早川紀代秀が教団に入ってきてから麻原の態度が急激に変わったことなどを聞き出す。最後に、自分の目の黒いうちは話すな、と釘を打たれる。著書の中でこの誇大妄想は、すべて現実の重さを直視し、消化できない場合の自己保存のための現実逃避であると言い切っている。

## その他
ガーデニング雑誌『BISES』（ビズ）に、写真付きのエッセイを長期連載。写真雑誌『SWITCH』に随時、写真付きのエッセイを掲載。2011年5月より、会員制の有料Webマガジンサイト『CATWALK』の運営を開始したが、このサイトは入会希望者が多く、欠員が出た時に設けられる募集期間待ちの状態である。

## 作品
- 印度放浪（1972年）
- 西蔵放浪（1977年）
- 七彩夢幻（1978年）写真集
- 逍遙游記（1978年）
- ゆめつづれ（1979年）写真集
- 藤原新也印度拾年（1979年）写真集
- 全東洋街道（1981年）写真集
- 印度行脚（1982年）
- 東京漂流（1983年）
- メメント・モリ（1983年）ISBN 978-4795801820
- 乳の海（1986年）
- 幻世（1987年）
- 南冥（1988年）写真集
- 丸亀日記（1988年）
- ノア-動物千夜一夜物語-（1983年）
- アメリカ（1990年）
- アメリカンルーレット（1990年）写真集
- アメリカ日記（1991年）
- 少年の港（1992年）写真集
- 平成幸福音頭（1993年）
- 南島街道沖縄（1993年）写真集
- 日本景伊勢（1994年）写真集
- 全東洋写真（1996年）写真集
- 沈思彷徨（1996年）
- ディングルの入江（1998年）
- 風のフリュート（1998年）写真集
- 藤原悪魔（1998年）
- 千年少女（1999年）写真集
- 俗界富士（2000年）写真集
- ロッキー・クルーズ（2000年）
- バリの雫（2000年）写真集
- 鉄輪（2000年）写真集
- 映し世のうしろ姿（2000年）
- 末法眼蔵（2000年）
- ショットガンと女（2000年）
- 空から恥が降る（2002年）
- 花音女（2003年）写真集
- なにも願わない手を合わせる（2003年）
- 藤原新也の聖地（2004）写真集
- 渋谷（2006年）
- 黄泉の犬（2006年）
- 名前のない花（2007年）
- 日本浄土（2008年）
- メメント・モリ 21世紀エディション（2008年）写真集
- Memento-Mori 英語版 メメント・モリ（2008年）写真集
- コスモスの影にはいつも誰かが隠れている（2009年）
- 死ぬな生きろ（2010年）
- 書行無常（2010年）写真集
- なみだふるはな（2012年）石牟礼道子と共著
- 神の島 沖ノ島（2013年）写真集　安部龍太郎と共著
- 若き日に薔薇を摘め（2013年）瀬戸内寂聴と共著
- たとえ明日世界が滅びようとも（2013年）
- 大鮃（2017年）
- 沖ノ島 神坐す海の正倉院（2017年）写真集